# Keisuke Kurihara
Keisuke Kurihara (栗原 圭介 Kurihara Keisuke?), född 10 maj 1973 i Tokyo prefektur, är en japansk före detta fotbollsspelare.
Kurihara började sin karriär 1996 i Verdy Kawasaki. Med Verdy Kawasaki vann han japanska cupen 1996. Efter Verdy Kawasaki spelade han för Shonan Bellmare (Bellmare Hiratsuka), Sanfrecce Hiroshima, Albirex Niigata, Vissel Kobe och Tochigi SC. Han avslutade karriären 2009.